# Glenn Whitmore
Glenn Whitmore (* 1966 in Morris County, New Jersey) ist ein US-amerikanischer Comiczeichner und -colorist.

## Leben und Arbeit
Nach dem Besuch der High School ließ Whitmore sich an der Joe Kubert School of Cartoon and Graphic Art zum professionellen Zeichner ausbilden. Danach begann er 1987 als hauptberuflicher Zeichner und Colorist für amerikanische Comicverlage zu arbeiten. Nach einem kürzeren Engagement für Marvel Comics 1987 wechselte Whitmore 1988 zu Marvels Konkurrenten DC-Comics, für den er – auf Vermittlung von Bob Rozakis – zunächst die Illustrationen des Zeichners Rob Liefeld für eine vierteilige Miniserie der Reihe um das ungleiche Geschwisterpaar Hawk and Dove kolorierte. 
Noch im selben Jahr wurde Whitmore zunächst „provisorisch“ als Colorist für die Serien um den traditionsreichen Comichelden Superman – die Flaggschiff-Titel im Verlagsprogramm von DC – angeheuert, für die er schließlich mehr als ein Jahrzehnt tätig sein sollte. Zwischen 1988 und 1999 kolorierte Whitmore hunderte Hefte für die Serien Superman, Superman: Man of Steel, Adventures of Superman, Superman: Man of Tomorrow und Action Comics. Die lange Liste der Superman-Zeichner, deren Arbeiten er kolorierte, umfasst unter anderem Jerry Ordway, George Pérez, Dan Jurgens, Tom Grummett, Paul Ryan (Comiczeichner), Dennis Janke, Denis Rodier, Kieron Dwyer, Kerry Gammill, Bob McLeod, Jon Bogdanove, Stuart Immonen, Doug Hazlewood, Ron Frenz, Jackson Guice, Brett Breeding und Karl Kesel. Seine Mitarbeit an der kommerziell äußerst erfolgreichen, in millionenfacher Auflage verkauften Superman-Storyline The Death of Superman von 1933, die von dem Tod und der Wiederauferstehung des ikonenhaften Helden handelt, brachte Whitmore ein kleines Vermögen ein, das es ihm unter anderem ermöglichte, sich ein eigenes Haus zu kaufen. In Würdigung von Whitmores allgemeinen Beitrag zum Superman-Mythos führte man mit dem Talkshow-Master Whitty Banter zudem eine ihm nachgebildete Nebenfigur in die Superman-Comics ein.
Weitere Serien, die Whitmore in den 1990er Jahren für DC kolorierte, waren Flash und Power of Shazam, letztere zusammen mit seinem häufigsten künstlerischen Partner und persönlichen Freund Jerry Ordway. Hinzu kamen der One Shot Batman: The Hollywood Years und eine Miniserie über die Justice Society (1992).
In jüngerer Vergangenheit hat Whitmore, der sich zur Durchführung seiner Arbeit zumeist der Kolorierungs-/Farbtrennungsprogramme Digital Chameleon und Wildstorm FX bedient, überwiegend für Steve Rudes Studio Rudedudeproductions gearbeitet. Gemeinsam mit Rude gestaltete er so unter anderem die 2004 von Dark Horse vertriebenen Serie The Moth.